# Above and Beyoncé (Video Collection & Dance Remixes)
Az Above and Beyoncé: Dance Mixes Beyoncé Knowles remix- és videóalbuma, mely 2009. június 16-án jelent meg.

## A remixek listája[1]
| #  | Cím                                                                               | Hossz |
| -- | --------------------------------------------------------------------------------- | ----- |
| 1. | If I Were a Boy (Maurice Joshua Mojo UK Remix – Main)                             | 6:27  |
| 2. | Single Ladies (Put a Ring on It) (DJ Escape & Tony Coluccio Remix – Club Version) | 6:53  |
| 3. | Diva (Karmatronic Club Remix)                                                     | 5:05  |
| 4. | Halo (Dave Audé Club Remix)                                                       | 8:53  |
| 5. | Broken-Hearted Girl (Catalyst Remix)                                              | 4:45  |
| 6. | Ego (OK DAC Remix)                                                                | 6:27  |
| 7. | Sweet Dreams (Harlan Pepper & AG III Remix)                                       | 6:42  |
| 8. | Ego (Remix featuring Kanye West)                                                  | 4:43  |

## A videóklipek listája[2]
| #  | Cím                              | rendező                            | Hossz |
| -- | -------------------------------- | ---------------------------------- | ----- |
| 1. | If I Were a Boy                  | Jake Nava                          | 5:03  |
| 2. | Single Ladies (Put a Ring on It) | Jake Nava                          | 3:20  |
| 3. | Diva                             | Melina Matsoukas                   | 4:06  |
| 4. | Halo                             | Philip Andelman                    | 3:44  |
| 5. | Broken-hearted Girl              | TBA                                | 4:31  |
| 6. | Ego (Fan Version)                | Beyoncé Knowles & Frank Gatson Jr. | 3:56  |
| 7. | Ego (Feat. Kanye West)           | Beyoncé Knowles & Frank Gatson Jr. | 4:47  |
| 8. | B-Roll footage                   | TBA                                | 20:00 |
| 9. | Credits                          | NA                                 | TBA   |